# Alfa Romeo RL
El Alfa Romeo RL és un automòbil produït pel fabricant Itàlia no Alfa Romeo entre 1922 i 1927. El RL va ser el primer model esportiu d'Alfa Romeo després de la Primera Guerra Mundial. Aquest automòbil va ser dissenyat el 1921 per Giuseppe Merosi. En total van ser produïdes 2640 unitats de l'Alfa Romeo RL.

## Mecànica
El RL tenia un motor OHC amb 6 cilindres en línia, que estava disponible amb 2,9 L, 3,0 L, 3,2 L i 3,6 L. Tenia caixa de canvis manual de 4 velocitats.

## Versions
Van ser produïdes tres versions diferents: la Normale (normal), Turisme i Sport. El RL TF (Targa Florio) era la versió de carreres del RL, aquesta versió pesava la meitat comparada amb les versions normals, tenia set manguetes principals en comptes de quatre i dos carburadors. A 1923, l'equip de carreres d'Alfa Romeo tenia pilots com Ugo Sivocci, Antonio Ascari, Giulio Masetti i Enzo Ferrari, els quals van pilotar l'RL TF en competicions. El RL TF de Sivocci tenia un símbol amb un trèvol verd sobre fons blanc i quan ell va guanyar la cursa Targa Florio de 1923, aquest símbol es va convertir en l'amulet de la sort de l'equip Alfa Romeo.
Variants:
- RL Normale, 2916 cc i 56 CV (1922-1925).
- RL Turisme, 2996 cc i 61 CV (1925-1927).
- RL Sport, 2996 cc i 71 CV (1922-1927).
- RL Super Sport, 2996 cc i 71 CV (1922-1927).
- RL Super Sport Castagna, 84 CV.
- RL Super Sport Zagato, 89 CV.
- RL Targa Florio, 3154 cc i 95 CV (1923).
- RL Targa Florio, 2994 cc i 90 CV (1924).
- RL Targa Florio, 3620 cc i 125 CV (1924).

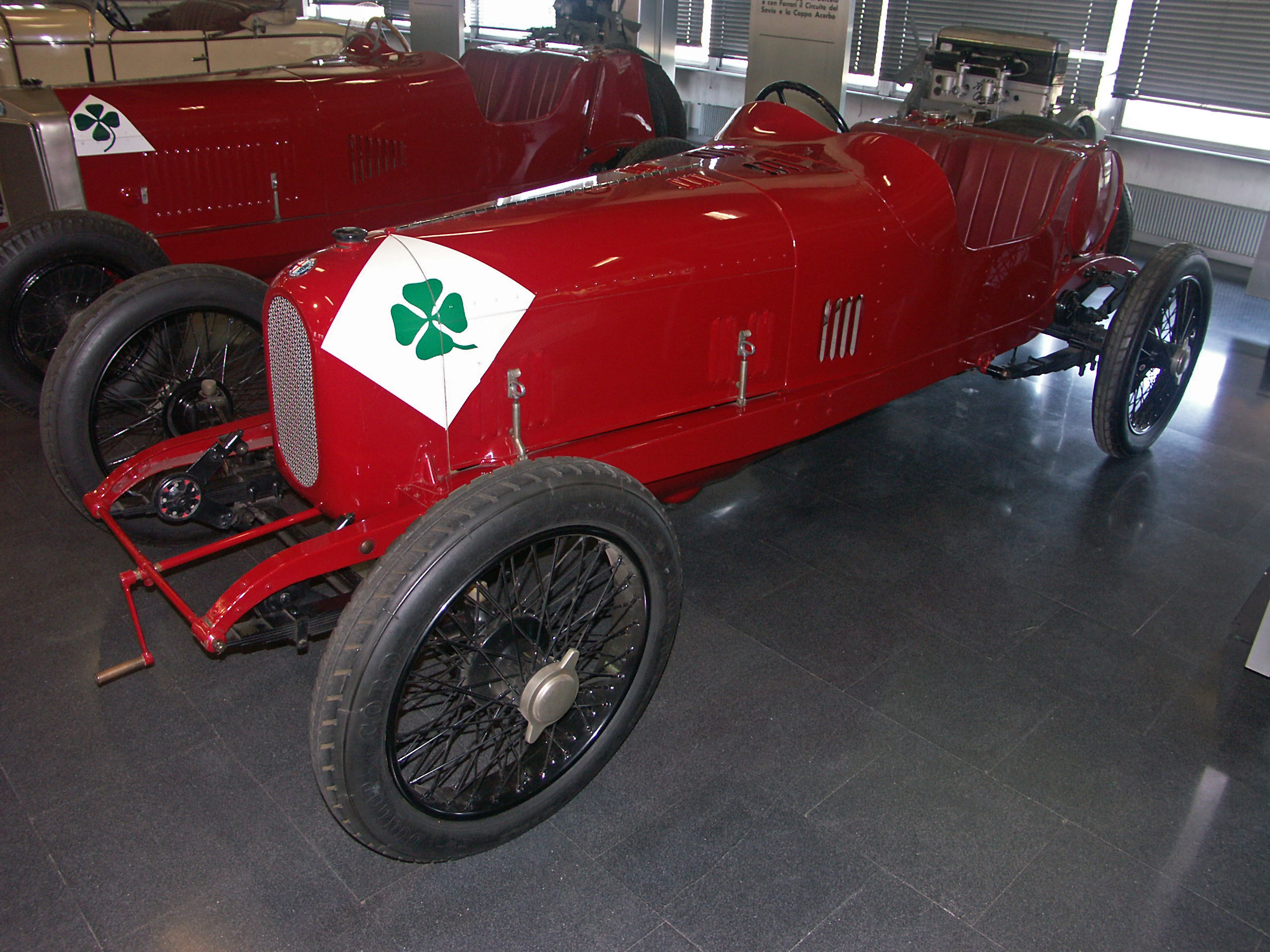
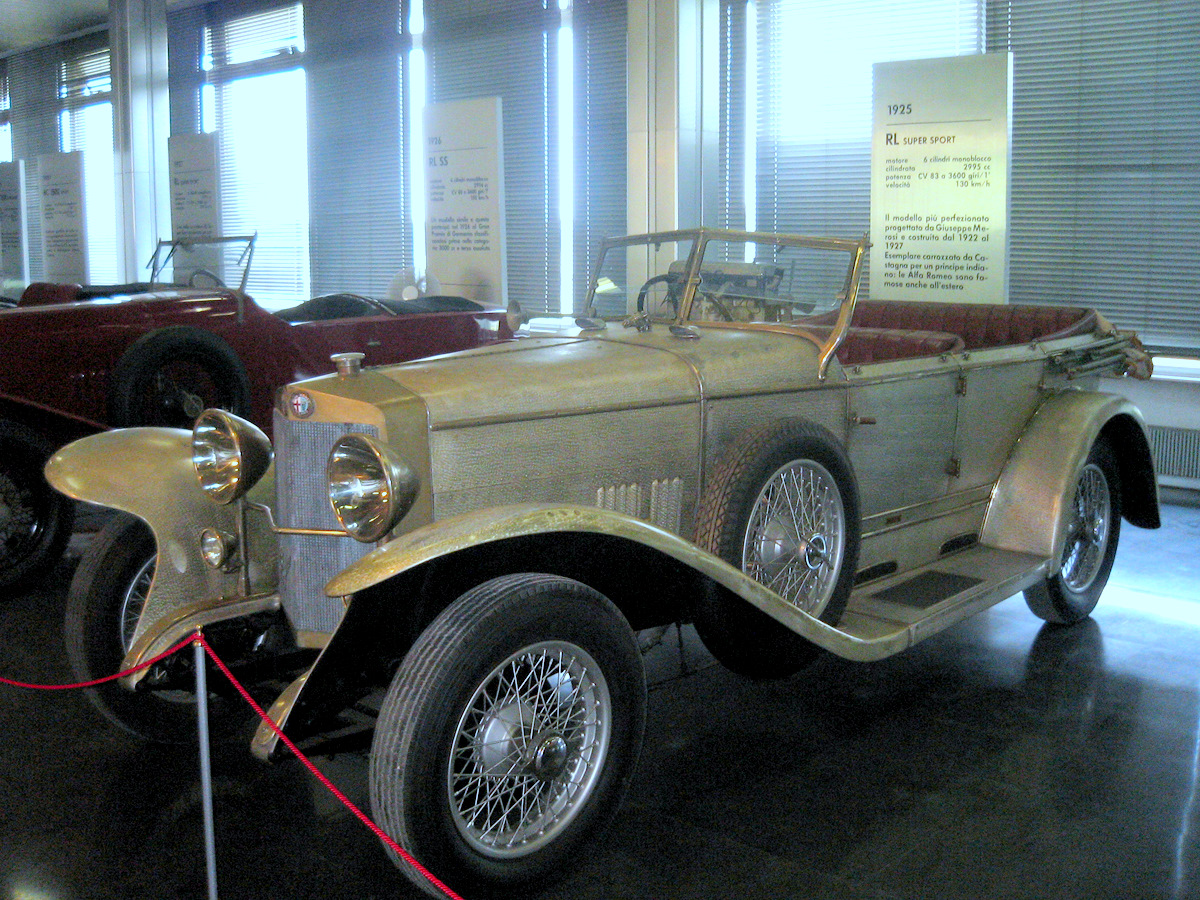
Alfa Romeo RL Super Sport amb carrosseria d'alumini, de Carrozzeria Castagna.